# Roxby Council
Roxby Downs är en region i Australien. Den ligger i delstaten South Australia, omkring 510 kilometer norr om delstatshuvudstaden Adelaide. Antalet invånare är 5 031.
Följande samhällen finns i Roxby Downs:
- Roxby Downs

Omgivningarna runt Roxby Downs är i huvudsak ett öppet busklandskap. Trakten runt Roxby Downs är nära nog obefolkad, med mindre än två invånare per kvadratkilometer. Genomsnittlig årsnederbörd är 283 millimeter. Den regnigaste månaden är februari, med i genomsnitt 67 mm nederbörd, och den torraste är oktober, med 5 mm nederbörd.